# Cleveíta

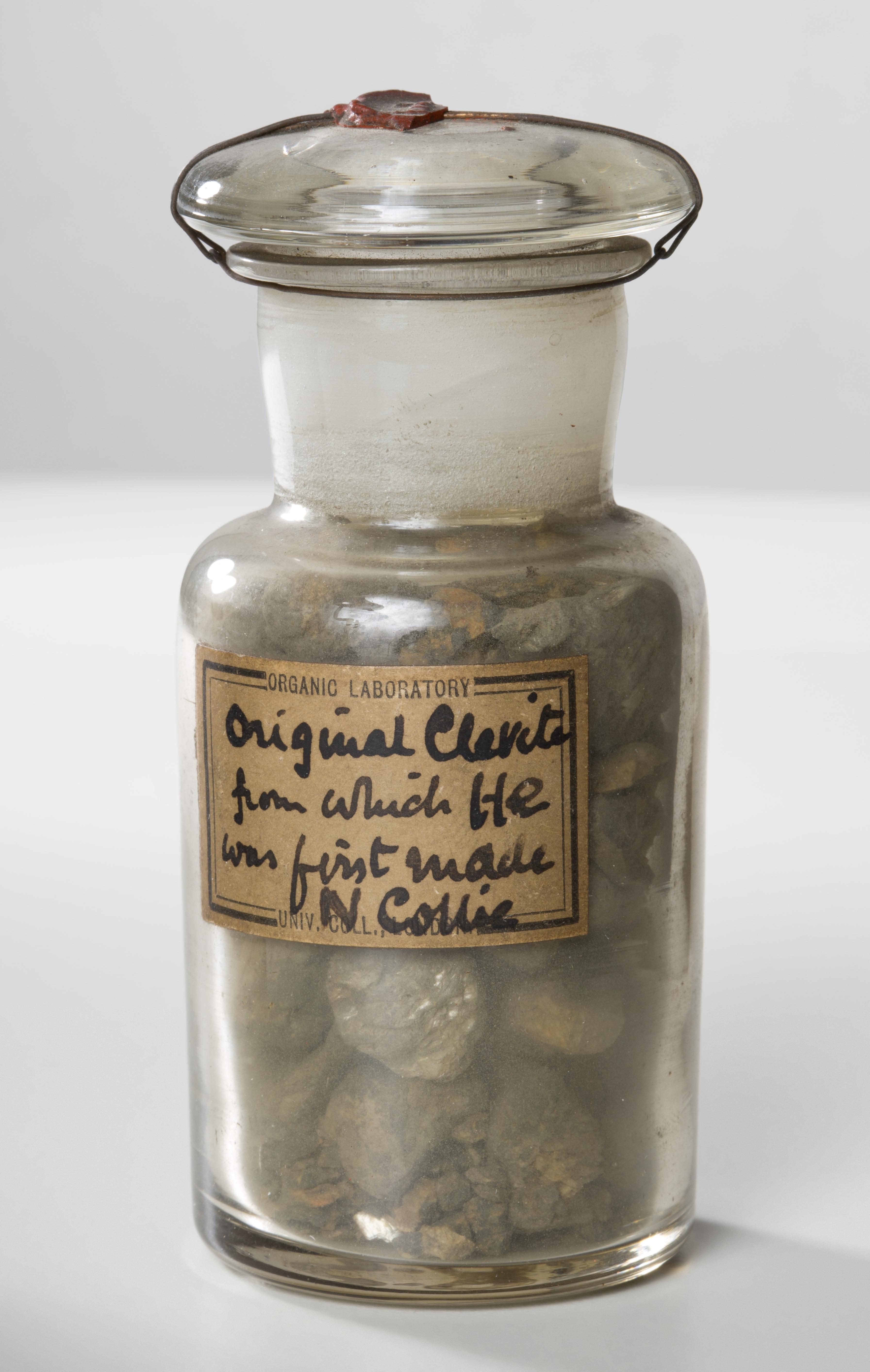
A amostra de cleveita da qual Ramsay purificou o hélio pela primeira vez, na coleção da University College London

Cleveíta é um variedade radioativa da uraninita que contém Urânio e é encontrada na Noruega. 
Sua composição é UO2 com aproximadamente 10% do urânio substituído por elementos das terras raras. A cleveíta foi a primeira fonte terrestre conhecida para o Hélio, criado a partir do decaimento alfa do Urânio e acumulação dentro do mineral. A primeira amostra de Hélio a partir do mineral foi obtida por William Ramsay em 1895 quando ele tratou uma amostra com ácido.
Yttrogummite é uma variante da cleveita também encontrada na Noruega.